# Kaitō Yamaneko
Kaitō Yamaneko (怪 盗 山猫), conosciuto anche con il titolo internazionale di Yamaneko the Phantom Thief, è un dorama stagionale invernale trasmesso da Nippon Television dal 16 gennaio al 19 marzo del 2016. Si tratta di una serie drammatica poliziesco-mystery in 10 episodi che vede come attore protagonista Kazuya Kamenashi.
E' basato sul romanzo giallo "Kaito Tantei Yamaneko Series" di Manabu Kaminaga (pubblicato per la prima volta il 29 luglio 2006 da Nihon Bungeisha) e noto per essere il creatore anche di Psychic Detective Yakumo.

## Trama
Yamaneko si considera un "ladro gentiluomo" che ruba per un innato senso della giustizia. In qualsiasi occasione gli accada di presentarsi immancabilmente enormi quantità di denaro scompaiono letteralmente nel nulla; notoriamente inafferrabile, la polizia sembra costantemente brancolare nel buio più assoluto. Tutto ciò anche se innumerevoli prove del crimine perpetrato - ma a sua "discolpa" - vengono appositamente lasciate sul luogo del delitto, come in una estrema sfida al mondo della società perbenista.
Decisamente audace e immodesto, non perde mai l'occasione per autodefinirsi un genio filosofico; oltre a ciò è anche alquanto pretenzioso, arrogante e pieno di eccentricità comportamentali, con un atteggiamento da "re del mondo intero". Ma il più vero e autentico mistero rimane quello inerente alle motivazioni più recondite che lo spingono ad agire in una maniera tale.
Si verrà quindi presto a sapere che "confisca" e preleva i guadagni illeciti di importanti aziende inserite nell'economia nazionale, che hanno truffato inermi ed ingenui cittadini: il lavoro del "ladro giusto" prosegue pertanto instancabile: opera contro le personalità ricche e corrotte mentre espone al contempo i loro misfatti.

## Cast
- Kazuya Kamenashi - Yamaneko, un ladro che è anche un detective privato.
- Hiroki Narimiya - Katsumura Hideo, un copywriter interessato al "caso Yamaneko".
- Suzu Hirose - Takasugi Mao, studentessa vittima di bullismo ma che si rivelerà essere un'abilissima hacker.
- Nanao (modella) - Kirishima Sakura, un'investigatrice.
- Yukiya Kitamura - Todo Kenichiro
- Nene Otsuka - Hosho Rikako
- Kuranosuke Sasaki - Sekimoto Shugo, ispettore capo del dipartimento di polizia.
- Shizuka Nakamura - Akamatsu Anri (ep. 2-), una donna molto misteriosa.
- Hiroyuki Ikeuchi - Inui (ep. 3-), un investigatore
- Maki Horikita - Kinomiya Nagisa (ep. 6, cameo)